# كوا راكضة
كوا راكضة (الاسم العلمي: Coua cursor) (بالإنجليزية: Running Coua)‏ هي نوع من الطيور يتبع جنس الكوا من الفصيلة الواقواقية.